# Abu Dhabis Grand Prix
Abu Dhabis Grand Prix är en deltävling i Formel 1-VM som arrangeras i Abu Dhabi i Förenade arabemiraten och som körs på banan Yas Marina Circuit. 
Abu Dhabis första Grand Prix kördes den 1 november 2009. Loppet var den avslutande deltävlingen under säsongen 2009 och har varit den sista deltävlingen under alla Formel 1 säsonger sedan dess med undantag för säsongerna 2011-2013 då Brasiliens Grand Prix var den avslutande deltävlingen.
Banan Yas Marina Circuit, som delvis är ritad av den meriterade banarkitekten Hermann Tilke och som är ca 5,5 km lång, har 21 kurvor och körs över 55 varv i Formel 1. Man har även konstruerat en kurva som liknar Eau Rouge på belgiska Spa-Francorchamps, även om lutningen är mycket mindre.

## Vinnare Abu Dhabis Grand Prix
| År   | Bana               | Förare           | Konstruktör      |
| ---- | ------------------ | ---------------- | ---------------- |
| 2022 | Yas Marina Circuit | Max Verstappen   | Red Bull         |
| 2021 | Yas Marina Circuit | Max Verstappen   | Red Bull         |
| 2020 | Yas Marina Circuit | Max Verstappen   | Red Bull         |
| 2019 | Yas Marina Circuit | Lewis Hamilton   | Mercedes         |
| 2018 | Yas Marina Circuit | Lewis Hamilton   | Mercedes         |
| 2017 | Yas Marina Circuit | Valtteri Bottas  | Mercedes         |
| 2016 | Yas Marina Circuit | Lewis Hamilton   | Mercedes         |
| 2015 | Yas Marina Circuit | Nico Rosberg     | Mercedes         |
| 2014 | Yas Marina Circuit | Lewis Hamilton   | Mercedes         |
| 2013 | Yas Marina Circuit | Sebastian Vettel | Red Bull-Renault |
| 2012 | Yas Marina Circuit | Kimi Räikkönen   | Lotus-Renault    |
| 2011 | Yas Marina Circuit | Lewis Hamilton   | McLaren-Mercedes |
| 2010 | Yas Marina Circuit | Sebastian Vettel | Red Bull-Renault |
| 2009 | Yas Marina Circuit | Sebastian Vettel | Red Bull-Renault |